# Luis I de Borbón
Luis I de Borbón (1279-29 de enero de 1342) fue un noble francés, conde de Clermont, de La Marche y primer duque de Borbón.

## Biografía
Fue hijo de Roberto de Francia, conde de Clermont, por tanto nieto de Luis IX de Francia, y de Beatriz de Borgoña, señora de Borbón. Durante la vida fue llamado Monsieur Louis, y es el responsable de tejer todo el poder que tendría en el futuro la Casa de Borbón.
Fue nombrado caballero por su primo Felipe IV en 1297, el mismo año en que participó en la Batalla de Furnes en contra de los flamencos. Demostró gran bravura en batalla, contribuyendo a la victoria y salvando de la batalla el cuerpo de su fallecido primo Felipe de Artois.
Cinco años más tarde participó en la Batalla de Courtrai donde comandó la huida de la retaguardia francesa hacia Lille contribuyendo claramente a la derrota francesa. En 1304 participa sin destacar en la Batalla de Mons-en-Pévèle y nuevamente huyendo ante el inminente desastre.
Durante el año 1308, junto a su hermano Juan de Charolais, ganó el Torneo de Boulogne-sur-Mer, realizado en honor a Eduardo II de Inglaterra y a Isabel de Francia. El rey Felipe IV lo eligiría poco después a él y a Carlos de Valois para asistir a la coronación de Isabel, su hija, en Inglaterra. A su retorno el rey le nombraría Gran Chambelán de Francia, cargo que desempeñarían los Borbón hasta 1523. 
Felipe IV lo transformaría en una importante figura de confianza durante el resto de su reinado, valiéndose de él para importantes misiones diplomáticas, negociando por ejemplo un tratado de paz con el emperador Enrique VII del Sacro Imperio Romano Germánico.
En 1310 contrajo matrimonio con María de Henao (1280-1354), hija del conde de Holanda, Juan II de Avesnes. El mismo año de la muerte de su madre se transforma en señor de Borbón y su padre le cede la mayoría de sus posesiones, dejando para sí unos pocos usufructos.
Participó en el Concilio de Viena que declaró la disolución de la Orden del Temple y en esta fue declarado Comandante Supremo de la futura cruzada a realizarse, pero previendo lo que se acercaba se retiró rápidamente de esta.
Después de servir fielmente durante el reinado de Felipe IV, en 1316, al morir Juan I, nieto de Felipe IV, tomó partido por el regente Felipe de Poitiers, en contra del conde de Valois y el duque de Borgoña quienes deseaban coronar a la pequeña Juana, hermana mayor de Juan I e hija de Luis X. Su bando fue el que venció y coronó a Felipe de Poitiers como Felipe V de Francia.
A la muerte de su padre en 1317, se convirtió en conde de Clermont y Felipe V le integró a su Consejo Privado al siguiente año. Pero en el año 1327, el rey Carlos IV de Francia le convenció de ceder el condado al dominio real a cambio de convertirse en conde de La Marche, tierras de usufructo propio del rey. Además de esto, fue elevado a duque de Borbón y Par del reino, convirtiéndose en el primero en ostentar este título. El título heredado por su padre le fue restituido por Felipe VI en 1331.
Fue conocido por ser mentalmente inestable, enfermedad presuntamente hereditaria, que también sufrió su padre, su nieta Juana de Borbón, y el hijo de esta, Carlos VI de Francia.

## Descendencia
De su matrimonio con María de Henao nacieron los siguientes hijos:
- Pedro I de Borbón (1311-1356); 2º duque de Borbón, muerto en la Batalla de Poitiers.
- Juana de Borbón (1312-1402); casada en 1324 Guigues VII, conde de Forez.
- Margarita de Borbón (1313-1362), casada en 1320 con Juan II de Sully, y en segundas nupcias en 1346 con Hutin de Vermeilles.
- María de Borbón (1315-1387), casada en 1330 con Guido de Lusignan, príncipe titular de Galilea, y en 1347 con Roberto de Tarento, emperador titular latino de Constantinopla y príncipe de Tarento.
- Jaime de Borbón (1318)
- Jaime I de Borbón-La Marche (1319-1362); Conde de La Marche, muerto en la Batalla de Brignais.
- Beatriz de Borbón (1320-1383); esposa de Juan de Luxemburgo, rey de Bohemia.
- Felipa de Borbón (1326-1327).